# Wittenberge
Wittenberge é um município da Alemanha, situado no distrito de Prignitz, no estado de Brandemburgo. Tem 50,44 km² de área, e sua população em 2019 foi estimada em 16.925 habitantes.